# مارکو بالیانی
مارکو بالیانی (ایتالیایی: Marco Baliani؛ زادهٔ ۶ ژوئیهٔ ۱۹۵۰) بازیگر اهل ایتالیا است.
از فیلم‌ها یا برنامه‌های تلویزیونی که وی در آن نقش داشته‌است، می‌توان به محاکمه و فردا اشاره کرد.